# Grüssauer Passionsbuch
Das Grüssauer Passionsbuch ist ein Andachtsbuch für die Stationen des Grüssauer Kalvarienberges.
Abt Bernhard Rosa vom Grüssauer Zisterzienserkloster ließ in den Jahren 1675–1678 in Klosternähe einen Kalvarienberg anlegen. Der Kalvarienberg besteht aus 32 Stationen, die den Weg der Gefangennahme Jesu (Stationen I–XVI) und den Kreuzweg (Stationen XVII–XXXII) darstellen. Zur Andacht an den einzelnen Stationen sollte ein Gebetbuch geschaffen werden, mit dem die Leidensgeschichte Jesu eindringlich vergegenwärtigt werden konnte.
Das Andachtsbuch wurde 1682 und 1687 unter dem Titel
- „Schmertzhaffter Lieb- und Creutz-Weeg, welchen auff Erden zum End seines Lebens durch Trueb- und Trangsaal... um der Welt Heyl willig eingangen, der Weeg, die Warheit und das Leben nehmlich der aus Lieb der Menschheit einverleibte Gott Christus Jesus, als er durch einen klaeglichen Todt... am Creutz erwaehlet zu sterben“

von Abt Bernhard Rosa herausgegeben und im Verlag des Andreas Frantz Pega in Glatz gedruckt. Es enthält Lieder, Gebete, Gedichte und Bilder. Die Texte stammen von Angelus Silesius († 1677), die Melodien vom Breslauer Domkapellmeister Georg Joseph († um 1668).
Besonders kostbar ist das Grüssauer Passionsbuch wegen der 32 Bilder der Passionsgeschichte, deren Entwürfe der berühmte Barockmaler Michael Willmann schuf. Es sind Bilderfolgen in kleinem Format (etwa 12,9 × 8,5 cm) mit bewegenden Szenen der Passion.

Willmanns Entwürfe wurden durch die renommierten Graphiker Andreas Matthäus Wolfgang und Jacob von Sandrart aus Nürnberg sowie Melchior Küsel aus Augsburg in Radierungen übertragen.

Als Vorbilder für einzelne Figuren oder Gruppen benutzte Willmann u. a. Werke von Albrecht Dürer, Hendrick Goltzius und Rembrandts.

Szenen aus dem Grüssauer Passionsbuch befinden sich auch am Chorgestühls im ehemaligen Zisterzienserkloster Heinrichau. Dort wurden sie als Vorlagen für die Flachreliefs an den Lehnen des Gestühls benutzt.
Die Graphische Sammlung der Staatsgalerie Stuttgart besitzt 19 Entwurfszeichnungen des Grüssauer Passionsbuches. Sie wurden vom 19. November 2005 bis zum 5. Februar 2006 in einer Ausstellung gezeigt.